# Carlemans olikhet
Carlemans olikhet är en matematisk olikhet namngiven efter Torsten Carleman, som var den förste att publicera olikheten 1923.
Låt {\displaystyle a_{1},a_{2},...} vara en följd av icke-negativa reella tal. Då gäller det att
{\displaystyle \sum _{n=1}^{\infty }(a_{1}...a_{n})^{\frac {1}{n}}\leq e\sum _{n=1}^{\infty }a_{n}.}
Konstanten {\displaystyle e} i olikheten är den bästa möjliga; för mindre konstanter gäller inte olikheten. Om {\displaystyle a_{1},a_{2}...} är positiva istället för icke-negativa är olikheten strikt.

## Bevis
Utgå från Hardys olikhet:
{\displaystyle \sum _{n=1}^{\infty }\left({\frac {1}{k}}\sum _{k=1}^{n}a_{k}\right)^{p}<\left({\frac {p}{p-1}}\right)^{p}\sum _{n=1}^{\infty }a_{n}^{p}}
ta den inre summan i vänsterledet, ersätt {\displaystyle a_{k}} med {\displaystyle a_{k}^{\frac {1}{p}}} och skriv om på följande sätt:
{\displaystyle \left({\frac {1}{k}}\sum _{k=1}^{n}a_{k}^{\frac {1}{p}}\right)^{p}=\exp {\frac {1}{p}}\left(\ln \sum _{k=1}^{n}a_{k}^{\frac {1}{p}}-\ln \sum _{k=1}^{n}a_{k}^{0}\right)}
Låt {\displaystyle p\to \infty } och skriv om exponenten som en derivata av den nya variabeln x, som här är noll:
{\displaystyle \lim _{p\to \infty }\exp {\frac {1}{p}}\left(\ln \sum _{k=1}^{n}a_{k}^{\frac {1}{p}}-\ln \sum _{k=1}^{n}a_{k}^{0}\right)=\exp \left(\left[{\frac {d}{dx}}(\ln \sum _{k=1}^{n}a_{k}^{x})\right]_{x=0}\right)=\exp \left(\left[{\frac {\sum _{k=1}^{n}a_{k}^{x}\ln a_{k}}{\sum _{k=1}^{n}a_{k}^{x}}}\right]_{x=0}\right)}
Applicera nu {\displaystyle x=0} då man får:
{\displaystyle \exp \left(\left[{\frac {\sum _{k=1}^{n}a_{k}^{x}\ln a_{k}}{\sum _{k=1}^{n}a_{k}^{x}}}\right]_{x=0}\right)=\exp \left({\frac {1}{n}}\sum _{k=1}^{n}\ln a_{k}\right)=\left(\prod _{k=1}^{n}a_{k}\right)^{\frac {1}{n}}.}
Betrakta nu högerledet i Hardys olikhet och utför samma steg, ersätt {\displaystyle a_{k}\,} med {\displaystyle a_{k}^{\frac {1}{p}}} och låt p gå mot oändligheten
{\displaystyle \lim _{p\to \infty }\left({\frac {p}{p-1}}\right)^{p}\sum _{n=1}^{\infty }a_{n}=e\sum _{n=1}^{\infty }a_{n}}
detta ger oss den icke-strikta varianten av Carlemans olikhet:
{\displaystyle \sum _{n=1}^{\infty }\left(\prod _{k=1}^{n}a_{k}\right)^{\frac {1}{n}}\leq e\sum _{n=1}^{\infty }a_{n}}